# Eleutherococcus giraldii
Eleutherococcus giraldii är en araliaväxtart som först beskrevs av Hermann Harms, och fick sitt nu gällande namn av Takenoshin Nakai. Eleutherococcus giraldii ingår i släktet Eleutherococcus och familjen Araliaceae.

## Underarter
Arten delas in i följande underarter:
- E. g. giraldii
- E. g. villosus